# Bayview, Humboldt County, Kalifornien
Bayview är en ort i Humboldt County i delstaten Kalifornien, USA.